# Japan Power Demonstration Reactor
Le Japan Power Demonstration Reactor ou JPDR (en japonais 動力試験炉, Dōryoku shikenro, littéralement : « Réacteur expérimental pour l'énergie électrique ») était un réacteur à eau bouillante expérimental japonais construit par l’Institut de recherche japonais sur l'énergie atomique (JAERI). C’est le seul réacteur au Japon qui a été complètement démantelé.

## Histoire
Le 22 août 1963, le réacteur devient critique pour la première fois. La centrale a été la première centrale nucléaire d’Asie et a été mise en service le 26 octobre 1963 sur le site de l’actuelle centrale nucléaire de Tōkai. Le réacteur à eau bouillante a été arrêté le 18 mars 1976. À partir de 1986, des recherches ont été menées sur des méthodes sûres de décontamination et de démantèlement des réacteurs. Ces expériences se sont achevées le 31 mars 1996.